# Für immer vielleicht
Für immer vielleicht ist ein Roman der irischen Schriftstellerin Cecelia Ahern aus dem Jahre 2004.

## Daten
In Großbritannien erschien er unter dem Titel Where Rainbows End und in den USA unter dem Namen der Hauptfigur Rosie Dunne bzw. als Love, Rosie. In Deutschland kam er in der Übersetzung von Christine Strüh im Verlag Krüger, Frankfurt/M. im Jahr 2005 (ISBN 3-8105-0141-7) heraus. Ein gleichnamiges Hörbuch vom Münchener Der Hörverlag (ISBN 3-89940-475-0) umfasste 2 CDs. Unter der Regie und Bearbeitung der Audio-Kunstgruppe Serotonin sprechen Simone Kabst, Andreas Petri und Franziska Roloff. Eine weitere Auflage erschien 2008 im RM-Buch-und-Medien-Vertrieb in Gütersloh.

## Form
Ahern gestaltete das gesamte Buch mit Briefen und E-Mails, die sich die Protagonisten gegenseitig zuschicken. Auch kurze SMS, Telefonate und Chatnachrichten werden wiedergegeben.

## Handlung
Rosie und Alex kennen sich bereits, seit sie fünf Jahre alt sind. Sie gehen zusammen auf dieselbe Schule und werden beste Freunde. Sie wachsen gemeinschaftlich auf, entdecken gemeinsam die Welt, stehen sich zur Seite, vertrauen sich blind und teilen Freud und Leid miteinander. Doch dann zieht Alex nach Boston, Amerika, wo er auf das Harvard College gehen will, während Rosie in Irland zurückbleibt. Eigentlich will sie ihm nach Amerika folgen und das Hotelmanagement erlernen, wird jedoch von einem anderen Mann ungewollt schwanger. Obwohl beide getrennt sind, bleiben sie Freunde. Sie kommunizieren nicht nur mittels Briefen, sondern auch per E-Mail und Telefon. Während Rosie in Irland als alleinerziehende Mutter ihre Tochter aufzieht, studiert Alex in Harvard Medizin und heiratet eine Amerikanerin. Nach einigen Jahren geht seine Ehe in die Brüche, und er ist wieder solo. Nun ist jedoch Rosie verheiratet und wiederum können beide, wie die zwei Königskinder im gleichnamigen Lied, nicht zusammenkommen.
Nach einigen Umwegen finden die beiden aber wieder zueinander und werden ein Paar. Rosie hat mittlerweile ein eigenes Hotel aufgebaut.

## Rezension
Charly Koke schreibt: „Selbstverständlich erleben die Charaktere jedoch auch „Schicksalsschläge“ wie Beziehungen, die in die Brüche gehen, oder den Tod von nahe stehenden Menschen. Realistisch, wenn auch sehr knapp wird dargestellt, wie sie es schaffen, damit umzugehen. Der Großteil der Geschichte ist sehr humorvoll, leicht und locker erzählt, die ‚Schicksalsschläge‘ betreffen den kleineren Teil, doch auch sie sind locker beschrieben, mit dem passenden Ernst und angemessen.“

## Buch
- Für immer vielleicht, Frankfurt, Fischer-Taschenbuch-Verlag, ISBN 978-3-596-16134-8

## Verfilmung
Im November 2010 gab die Firma Constantin Film bekannt, dass sie sich die Filmrechte an Für immer vielleicht gesichert hat. Produziert wurde die Literaturverfilmung von Robert Kulzer für Constantin und Simon Brooks für Canyon Creek Films. Im Oktober 2014 kam der Film unter dem Titel Love, Rosie – Für immer vielleicht in die deutschen Kinos.